# American Dream (EP)
American Dream es el primer EP de la banda estadounidense de metalcore Woe, Is Me. Fue lanzado el 20 de agosto de 2013 a través de Rise Records y fue producido por Tom Denney. Aunque se lanzó digitalmente en las principales tiendas, la versión física del EP solo estuvo disponible en las tiendas Best Buy. Es el primer lanzamiento de la banda que no cuenta con la participación de Austin Thornton, miembro fundador, en la batería, y el único que cuenta con David Angle en la batería.

## Lista de canciones
| N.º | Título                                                   | Duración |  |
| 1.  | «Stand Up»                                               | 3:44     |  |
| 2.  | «American Dream» (con Danny Leal de Upon a Burning Body) | 3:49     |  |
| 3.  | «A Voice of Hope»                                        | 3:49     |  |
| 4.  | «Restless Nights»                                        | 3:07     |  |
| 5.  | «Fine Without You»                                       | 3:57     |  |

## Personal
Woe, Is Me
- Doriano Magliano – voz gutural
- Hance Alligood – voz clara
- Andrew Paiano – guitarra principal
- Kevin Hanson – guitarra rítmica
- Brian Medley – bajo
- David Angle – batería

Músicos adicionales
- Danny Leal: voz (pista 2).